# Nombres de los días de la semana

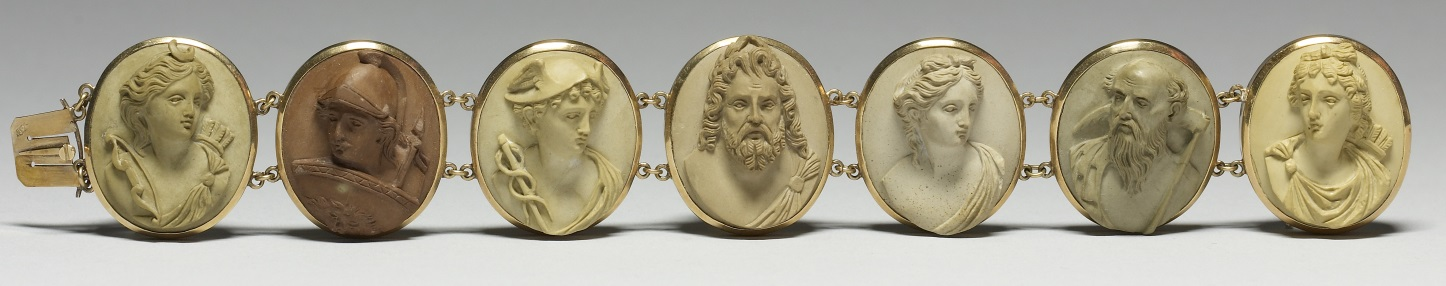
Pulsera italiana camafeo representando los días de la semana, en correspondencia con los planetas como dioses olímpicos: Diana como la Luna para el lunes, Marte para el martes, Mercurio para el miércoles, Júpiter para el jueves, Venus para el viernes, Saturno para el sábado, y Apolo como el Sol para el domingo (Walters Art Museum).

Los días de la semana han sido nombrados desde la era romana en referencia a los siete planetas de la astronomía clásica. También se los numera comenzando por el lunes, sábado o domingo según la sociedad y tradición.

## Nombres de los días según los planetas

### Tradición greco-romana
La referencia más antigua a la asociación entre los siete días de la semana con cuerpos estelares se encuentra en el título de la obra (perdida) de Plutarco (46-120CE) titulada Por qué es que los días de la semana nombrados según los planetas siguen un orden diferente del real?
Entre los siglos I y III el Imperio romano reemplazó en forma gradual al ciclo nundinal (semana del mercado) romano de ocho días por la semana de siete días. El orden de los días era Sol, Luna, Ares, Hermes, Zeus, Afrodita, y Cronos, denominados según los cuerpos celestes que presidían las primeras horas de cada día, según la astrología helenística.
Desde Grecia los nombres planetarios de la semana pasaron a los romanos, y del latín a los otros idiomas del sur y oeste de Europa, y a su vez a otros idiomas que fueron influenciados por ellos
El Sistema ptolemaico de esferas planetarias afirma que el orden de los cuerpos celestes, desde el más lejano al más cercano a la Tierra es:  Saturno, Júpiter,  Marte, Sol,  Venus,  Mercurio, Luna, u, objetivamente, los planetas se ordenan de más lento a más rápido según aparecen en el cielo nocturno.
| Día:            | Lunes Luna                   | Martes Marte             | Miércoles Mercurio        | Jueves Júpiter         | Viernes Venus                     | Sábado Saturno             | Domingo Sōl (Sol)         |
| --------------- | ---------------------------- | ------------------------ | ------------------------- | ---------------------- | --------------------------------- | -------------------------- | ------------------------- |
| Griego antiguo  | ἡμέρα Σελήνης hêméra Selếnês | ἡμέρα Ἄρεως hêméra Áreôs | ἡμέρα Ἑρμοῦ hêméra Hermoú | ἡμέρα Διός hêméra Diós | ἡμέρα Ἀφροδίτης hêméra Aphrodítês | ἡμέρα Κρόνου hêméra Krónou | ἡμέρα Ἡλίου hêméra Hêlíou |
| Latín           | dies Lūnae                   | dies Martis              | dies Mercuriī             | dies Jovis             | dies Veneris                      | dies Saturnī               | dies Sōlis                |
| Italiano        | lunedì                       | martedì                  | mercoledì                 | giovedì                | venerdì                           | sabato                     | domenica                  |
| Español         | lunes                        | martes                   | miércoles                 | jueves                 | viernes                           | sábado                     | domingo                   |
| Qhichwa simi    | Killachaw                    | Atichaw / Atipachaw      | Quyllurchaw               | Illapachaw             | Ch'askachaw                       | K'uychichaw                | Intichaw                  |
| Portugués       | segunda-feira                | terça-feira              | quarta-feira              | quinta-feira           | sexta-feira                       | sábado                     | domingo                   |
| Inglés          | Monday                       | Tuesday                  | Wednesday                 | Thursday               | Friday                            | Saturday                   | Sunday                    |
| Rumano          | luni                         | marţi                    | miercuri                  | joi                    | vineri                            | sâmbătă                    | duminică                  |
| Francés         | lundi                        | mardi                    | mercredi                  | jeudi                  | vendredi                          | samedi                     | dimanche                  |
| Gallego         | luns segunda feira           | martes terza feira       | mércores cuarta feira     | xoves quinta feira     | venres sexta feira                | sábado                     | domingo                   |
| Catalán         | dilluns                      | dimarts                  | dimecres                  | dijous                 | divendres                         | dissabte                   | diumenge                  |
| Asturiano       | llunes                       | martes                   | miércoles                 | xueves                 | vienres                           | sábadu                     | domingu                   |
| Friulano        | lunis                        | martars                  | miercus                   | joibe                  | vinars                            | sabide                     | domenie                   |
| Napolitano      | Lunnerì                      | Marterì                  | Miercurì                  | Gioverì                | Viernarì                          | Sabbato                    | Dummeneca                 |
| Filipino        | Lunes                        | Martes                   | Miyerkules                | Huwebes                | Biyernes                          | Sábado                     | Linggo                    |
| Sardo           | lunis                        | martis                   | mercuris                  | giobia                 | chenabura                         | sappadu                    | dominiga                  |
| Interlingua     | Lunedi                       | Martedi                  | Mercuridi                 | Jovedi                 | Venerdi                           | Sabbato                    | Dominica                  |
| Ido             | Lundio                       | Mardio                   | Merkurdio                 | Jovdio                 | Venerdio                          | Saturdio                   | Sundio                    |
| Esperanto       | lundo                        | mardo                    | merkredo                  | Ĵaŭdo                  | vendredo                          | sabato                     | dimanĉo                   |
| Irlandés        | An Luan Dé Luain             | An Mháirt Dé Máirt       | An Chéadaoin Dé Céadaoin  | An Déardaoin Déardaoin | An Aoine Dé hAoine                | An Satharn Dé Sathairn     | An Domhnach Dé Domhnaigh  |
| Gaélico escocés | Di-Luain/Diluain             | Di-Màirt/Dimàirt         | Di-Ciadain/Diciadain      | Di-Ardaoin/Diardaoin   | Di-Haoine/Dihaoine                | Di-Sàthairne/Disathairne   | Di-Dòmhnaich/Didòmhnaich  |
| Galés           | dydd Llun                    | dydd Mawrth              | dydd Mercher              | dydd Iau               | dydd Gwener                       | dydd Sadwrn                | dydd Sul                  |
| Cornuallés      | Dy' Lun                      | Dy' Meurth               | Dy' Mergher               | Dy' Yow                | Dy' Gwener                        | Dy' Sadorn                 | Dy' Sul                   |
| Bretón          | Dilun                        | Dimeurzh                 | Dimerc’her                | Diriaou                | Digwener                          | Disadorn                   | Disul                     |
| Manés           | Jelune                       | Jemayrt                  | Jecrean                   | Jerdrein               | Jeheiney                          | Jesarn                     | Jedoonee                  |
| Albanés         | E hënë                       | E martë                  | E mërkurë                 | E enjte                | E premte                          | E shtunë                   | E diel                    |
| Turco           | Pazartesi                    | Salı                     | Çarşamba                  | Perşembe               | Cuma                              | Cumartesi                  | Pazar                     |
| Euskara         | Astelehena                   | Asteartea                | Asteazkena                | Osteguna               | Ostirala                          | Larunbata                  | Igandea                   |
| Persa           | دو شنبه                      | سه شنبه                  | چهار شنبه                 | پنج شنبه               | جمعه                              | شنبه                       | یک شنبه                   |
| Hebreo          | שני                          | שלישי                    | רביעי                     | חמישי                  | שישי                              | שבת                        | ראשון                     |
| Polaco          | poniedziałek                 | wtorek                   | Środa                     | czwartek               | piątek                            | sobota                     | niedziela                 |
| Occitano        | diluns                       | dimars                   | dimècres                  | dijòus                 | divendres                         | dissabte                   | dimenge                   |

### Traducción germánica
Los pueblos germánicos adaptaron el sistema introducido por los romanos pero utilizaron sus dioses autóctonos en reemplazo de las deidades romanas (con la excepción del Sábado) en un proceso que se ha denominado Interpretatio germanica.
No se conoce con exactitud la fecha a partir de la cual se introdujo este sistema, pero debe haber sido posterior al año 200 pero antes de la introducción de la cristiandad durante los siglos VI y VII, o sea durante la fase final o poco después del colapso del Imperio romano de occidente. Este período es posterior que el del protogermánico, pero aún corresponde a la etapa de lenguas germánicas occidentales no diferenciadas.
Los nombres de los días de la semana en los idiomas escandinavos no fueron calcados en forma directa del latín, sino que fueron tomados de los nombres germánicos occidentales.
- Lunes: Inglés antiguo Mōnandæg, que significa "día de la Luna." Esto se basa en la traducción del nombre en latín dies lunae. En la mitológica germánica del norte, la Luna es personificada por un dios, Máni.
- Martes: Inglés antiguo Tīwesdæg que significa "día de Tiw." Tiw (Norse Týr) era un dios con una sola mano asociado con el combate y pledges en la mitología nórdica y también que ocupaba un sitial prominente en el paganismo germánico. El nombre del día se basa en la expresión latina dies Martis, "Día de Marte".
- Miércoles: Inglés antiguo Wōdnesdæg en referencia al dios germánico Woden (denominado Óðinn en los pueblos germánicos del norte), y un dios prominente de los anglo-sajones (y otros pueblos germánicos) en Inglaterra hasta el siglo VII. Se basa en la expresión latina dies Mercurii, "Día de Mercurio." La conexión entre Mercurio y Odin es más forzada que las otras conexiones sincréticas. La explicación usual es que tanto Wodan como Mercurio eran considerados psicopompos, o guías del alma después de la muerte, en sus mitologías respectivas; además ambos se encuentran asociados con la inspiración poética y musical. Tanto el islandés Miðviku, alemán Mittwoch y finlandés keskiviikko todos significan mediados de la semana.
- Jueves: Inglés antiguo Þūnresdæg, que significa 'día de Þunor'. Þunor significa trueno o su personificación, el dios nórdico denominado en inglés moderno Thor. De manera similar en alemán Donnerstag ('día del trueno') y en escandinavo Torsdag ('día de Thor'). El día de Thor corresponde a la expresión latina dies Iovis, "día de Júpiter".
- Viernes: Inglés antiguo Frīgedæg, que significa el día de la diosa nórdica Frigg. El nombre nórdico del planeta Venus era Friggjarstjarna, 'estrella de Frigg'. Hace referencia a la expresión latina dies Veneris, "Día de Venus."
- Sábado: es el único día de la semana, junto con el lunes, que mantiene su origen romano en inglés, designado en referencia al dios romano Saturno asociado con el Titan Cronos, padre de Zeus y muchos otros dioses del Olimpo. Su denominación anglosajona original era Sæturnesdæg. En latín era dies Saturni, "Día de Saturno." El escandinavo Lørdag/Lördag se aparta mucho ya que no tiene relación ni con el panteón nórdico ni con el romano; deriva del nórdico antiguo laugardagr, literalmente "día de lavado." La palabra alemana Sonnabend significa la "noche antes del Domingo", la palabra Samstag deriva del nombre del Shabbat.
- Domingo: Inglés antiguo Sunnandæg, que significa "día del sol." Esta es la traducción de la frase en latín dies Solis. En inglés, al igual que en la mayoría de los idiomas germánicos, se preservan las asociaciones originales paganas/sol del día. Muchos otros idiomas europeos, incluidos todos los idiomas romances, han cambiado su nombre por "el día del señor" (basado en la expresión eclesiástica en latín dies Dominica). Tanto en la mitología germánica occidental como del norte el Sol es personificado como una diosa, Sunna/Sól.

| Idioma español                      | Lunes                                 | Martes                                | Miércoles                              | Jueves                            | Viernes               | Sábado                     | Domingo                              |
| Día (inglés): (ver Irregularidades) | Monday Mona/Máni                      | Tuesday Tiw/Tyr                       | Wednesday Woden/Odin                   | Thursday Thunor/Thor              | Friday Frige or Freya | Saturday Saturn            | Sunday Sunna/Sól                     |
| Anglosajón                          | Mōnandæg                              | Tīwesdæg                              | Wōdnesdæg                              | Þunresdæg                         | Frīgedæg              | Sæternesdæg                | Sunnandæg                            |
| Sajón antiguo                       | *Mānundag                             | *Tiuwesdag *Thingesdag                | Wōdanesdag                             | *Thunaresdag                      | Frīadag               | *Sunnunāƀand, *Satarnesdag | Sunnundag                            |
| Alto alemán antiguo                 | Mânetag                               | Zîestag                               | Wuotanestag                            | Donarestag                        | Frîjatag              | Sunnûnâband, Sambaztag     | Sunnûntag                            |
| Bajo alemán medio                   | Manedag                               | Dingesdag                             | Wodenesdag                             | Donersdag                         | Vrīdag                | Sunnenavend, Satersdag     | Sunnedag                             |
| Alemán                              | Montag                                | Dienstag, Ziestag (Alemannic German)  | Mittwoch (older Wutenstag)             | Donnerstag                        | Freitag               | Sonnabend, Samstag         | Sonntag                              |
| Yidis                               | Montik – מאנטיק                       | Dinstik – דינסטיק                     | Mitvokh – מיטוואך                      | Donershtik – דאנערשטיק            | Fraytik – פרײַטיק      | Shabbes – שבת              | Zuntik – זונטיק                      |
| Luxemburgués                        | Méindeg                               | Dënschdeg                             | Mëttwoch                               | Donneschdeg                       | Freideg               | Samschdeg                  | Sonndeg                              |
| Escocés                             | Monanday                              | Tysday                                | Wadensday                              | Fuirsday                          | Friday                | Seturday                   | Saubath, Sunday                      |
| Neerlandés                          | maandag                               | dinsdag                               | woensdag                               | donderdag                         | vrijdag               | zaterdag                   | zondag                               |
| Afrikáans                           | Maandag                               | Dinsdag                               | Woensdag                               | Donderdag                         | Vrydag                | Saterdag                   | Sondag                               |
| Bajo alemán                         | Maandag                               | Dingsdag                              | Middeweek, Goonsdag (rarely Woonsdag)  | Dünnerdag                         | Freedag               | Sünnavend, Saterdag        | Sünndag                              |
| Frisón occidental                   | moandei                               | tiisdei                               | woansdei                               | tongersdei                        | freed                 | sneon, saterdei            | snein                                |
| Frisón de Saterland                 | Moundai                               | Täisdai                               | Middewíek                              | Tuunsdai                          | Fräindai              | Snäivende, Sneeuwende      | Sundai                               |
| Heligoland Frisón del norte         | Mundai                                | Taisdai                               | Meddeweeken                            | Tünnersdai                        | Fraidai               | Senin                      | Sendai                               |
| Amrum/Föhr Frisón septentrional     | mundai                                | teisdai                               | wäärnsdei (Amrum), weedensdai (Föhr)   | süürsdai (Amrum), tüürsdai (Föhr) | freidai               | söninj-er, saninj-er       | söndai                               |
| Frisón de Sylt                      | Mondai                                | Tiisdai                               | Winjsdai                               | Türsdai                           | Friidai               | Seninj-en                  | Sendai                               |
| Wiedingharde Frisón                 | mundäi, moondai                       | tee(s)däi-e                           | wjinsdäi                               | tördäi-e, türdai-e                | fraidäi               | sänjin-e                   | sändäi                               |
| Frisón de Bökingharde               | moundi                                | täisdi                                | weensdi                                | törsdi                            | fraidi                | saneene                    | saandi                               |
| Karrharde Frisón del norte          | moundäi                               | täi(er)sdäi                           | weene(s)dai, weensdai                  | tönersdäi                         | fräidäi               | saneene                    | sandäi                               |
| Northern Frisón de Goesharde North  | moondi (Ockholm), moundi (Langenhorn) | teesdi (Ockholm), täisdi (Langenhorn) | weensdi (Ockholm), winsdi (Langenhorn) | tünersdi                          | fraidi                | saneene                    | saandi (Ockholm), sandi (Langenhorn) |
| Frisón de Halligen del Norte        | mööndii                               | taisdii                               | maaderwich                             | tonersdii                         | fraidii               | soneene                    | sondii                               |
| Islandés                            | mánudagur                             | Þriðjudagur                           | miðvikudagur                           | fimmtudagur                       | föstudagur            | laugardagur                | sunnudagur                           |
| Nórdico antiguo                     | mánadagr                              | tysdagr                               | óðinsdagr                              | þórsdagr                          | frjádagr              | laugardagr, sunnunótt      | sunnudagr                            |
| Feroés                              | mánadagur                             | týsdagur                              | mikudagur, Ónsdagur (Suðuroy)          | hósdagur, tórsdagur (Suðuroy)     | fríggjadagur          | leygardagur                | sunnudagur                           |
| Nynorsk Noruego                     | måndag                                | tysdag                                | onsdag                                 | torsdag                           | fredag                | laurdag                    | sundag/søndag                        |
| Bokmål Noruego                      | mandag                                | tirsdag                               | onsdag                                 | torsdag                           | fredag                | lørdag                     | søndag                               |
| Danés                               | mandag                                | tirsdag                               | onsdag                                 | torsdag                           | fredag                | lørdag                     | søndag                               |
| Sueco                               | måndag                                | tisdag                                | onsdag                                 | torsdag                           | fredag                | lördag                     | söndag                               |
| Elfdaliano                          | mondag                                | tisdag                                | ųosdag                                 | tųosdag                           | frjådag               | lovdag                     | sunndag                              |